# Live in L.A.: Death & Raw
Albums de Death
Sound of Perseverance
(1998)
Live in L.A.: Death & Raw est un Album live de Death. Il fut enregistré le 5 décembre 1998 à Los Angeles. Cet album sorti à l'origine pour récolter de l'argent afin de payer le traitement contre le cancer de Chuck Schuldiner.

## Liste des morceaux
1. "Intro / The Philosopher" – 3:52
2. "Spirit Crusher" – 6:26
3. "Trapped in a Corner" – 4:25
4. "Scavenger of Human Sorrow" – 6:39
5. "Crystal Mountain" – 4:47
6. "Flesh and the Power It Holds" – 8:01
7. "Zero Tolerance" – 5:00
8. "Zombie Ritual" – 4:41
9. "Suicide Machine" – 4:14
10. "Together as One" – 4:11
11. "Empty Words" – 7:03
12. "Symbolic" – 6:16
13. "Pull the Plug" – 6:22

## Credits
- Chuck Schuldiner - Guitare, Vocals, Producteur
- Richard Christy - Batterie
- Shannon Hamm - Guitare
- Scott Clendenin - Basse Fretless
- Producteur - Scott Burns